# Toerwagen Diesel Cup

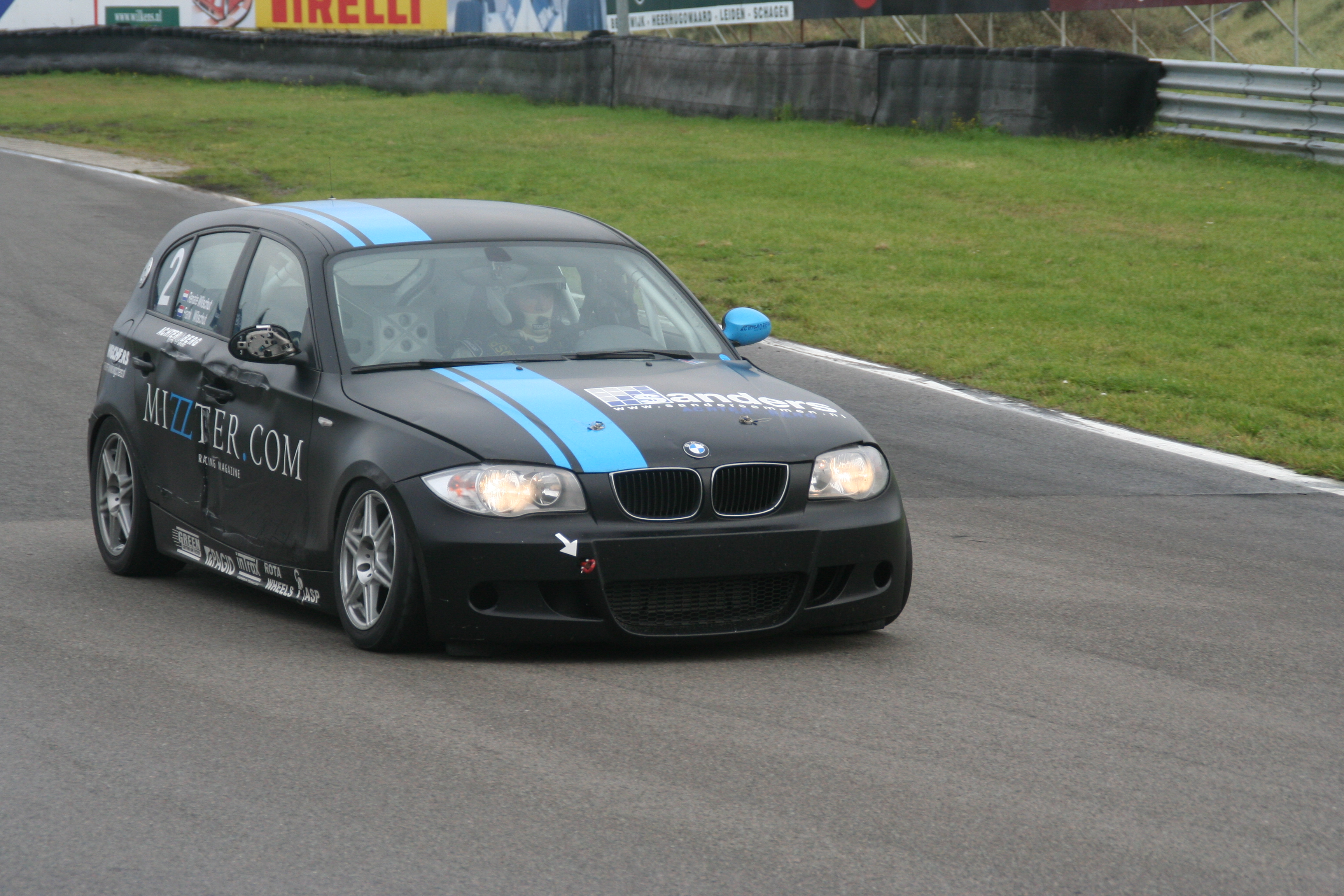
Renate Sanders in haar raceauto tijdens de Toerwagen Diesel Cup

De Toerwagen Diesel Cup is een raceklasse voor dieselauto's. Dit kampioenschap maakte tijdens de Paasraces in 2008 zijn debuut. Op 30 oktober 2007 werd bekend dat deze klasse er zou komen. Er was oorspronkelijk spraken van drie verschillende klassen, maar omdat de rondetijden zo dicht bij elkaar lagen, werd hier van afgezien. WTCC-coureurs Tom Coronel en Jaap van Lagen hebben de auto's getest.

## Seizoen 2008
Het seizoen 2008 ging van start op 22 maart op het Circuit Park Zandvoort tijdens de Kinzo Paasraces. Het seizoen bestond uit zeven weekenden waarbij telkens twee races werden verreden.
Top vijf seizoen 2008
| Nr. | Coureurs                      | Team              | Auto             | Punten |
| --- | ----------------------------- | ----------------- | ---------------- | ------ |
| 1   | Marc Koster / Bertus Sanders  | Mad and Darring 2 | BMW 120d         | 244    |
| 2   | Ronald Morien                 |                   | Volkswagen Golf  | 196    |
| 3   | Paulien Zwart / Gaby Uljee    | Coronel Racing    | BMW 120d         | 164    |
| 4   | Kevin Veltman                 | Mad and Darring 3 | BMW 120d         | 149    |
| 5   | Quint Engel / Dennis de Groot |                   | Seat Ibiza Cupra | 138    |

## Opzet
Het raceweekeinde begint op zaterdag, dan wordt er in een half uur gekwalificeerd. Deze kwalificatie bepaalt de startopstelling voor de eerste race. De eerste race wordt ook op zaterdag gehouden, dit is een langeafstandsrace van 110 minuten. Een rijderswissel is verplicht, een team moet dus uit twee coureurs bestaan. Deze race bepaalt de startopstelling voor de tweede race op zondag. De race op zondag duurt 50 minuten zonder rijderswissel.

### Puntentelling
De winnaar wordt beloond met 20 punten. De tweede plaats is dan goed voor 16 punten en de laatste plaats op het podium levert 12 punten op. De vierde en vijfde plaats leveren respectievelijk 10 en 8 punten op. De daaropvolgende plaatsen tot en met de twaalfde positie krijgen van hoog naar laag 7, 6, 5, 4, 3, 2 en 1 punten toegewezen.

## Auto's
De auto's die zijn toegestaan zijn de Seat Ibiza Cupra, BMW 120d, Alfa Romeo 147, Volkswagen Golf TDI Volvo c30 / s60en vanaf de Jubileumraces (1 juni 2008, CPZ.) doen er ook diverse Honda Civics mee.

### Seat Ibiza Cupra
Dit is dezelfde auto waarin ze tot 2007 in de Seat Cupra Cup reden. Er zijn dan ook vele coureurs vanuit de Seat Cupra Cup overgestapt naar dit kampioenschap. Deze auto is voorwiel aangedreven en levert 180 pk.

### BMW 120d
Deze auto heeft achterwiel aandrijving. De motor levert 200pk, maar omdat deze auto groter en zwaarder is dan zijn concurrenten rijdt deze ongeveer dezelfde rondetijden.

### Volkswagen Golf TDI
De Volkswagen Golf 2.0 TDI is een auto met een vermogen van 190pk. De auto heeft 6 versnellingen en voorwiel aandrijving. Ze gebruiken Pagid remmen. De auto weegt 1190 kg zonder bestuurder. De auto gaat van 0 tot 100 in circa 6 seconden met een topsnelheid van 225 km/u. Deze auto gebruiken ze ook in de Volkswagen Endurance Cup.

### Alfa Romeo 147
De Alfa Romeo 147 heeft een 1.9 JTD 8v motor. In racetrim leverde deze ongeveer 160pk.

### Honda Civic
De Honda Civic 2.2i-cDTi rijdt mee vanaf de Jubileumraces.